# Blue Sky Black Death
Blue Sky Black Death (förkortat BSBD) är en amerikansk hiphopduo i San Francisco, Kalifornien och Seattle, Washington. Duon består av Kingston (Kingston Maguire) och Young God (Ian Taggart). De är kända främst för sin hiphop och instrumentala musik, som görs med en blandning av levande instrumentering och sampling. Deras namn är ett "skydiving slang", som syftar på skönhet och död.

## Diskografi
Studioalbum
- 2006: A Heap of Broken Images (Mush Records)
- 2008: Late Night Cinema (Babygrande Records)
- 2011: Noir (Fake Four Inc.)
- 2013: Glaciers (Fake Four Inc.)

Samarbeten
- 2006: The Holocaust (med Holocaust)
- 2007: Razah's Ladder (med Hell Razah)
- 2008: The Evil Jeanius (med Jean Grae)
- 2008: Slow Burning Lights (med Yes Alexander)
- 2010: Third Party (med Alexander Chen)
- 2011: For the Glory (med Nacho Picasso)
- 2012: Lord of the Fly (med Nacho Picasso)
- 2012: Exalted (med Nacho Picasso)
- 2012: Skull & Bones (med Bolo Nef & Caz Greez)
- 2013: Blue Sky Black Death & Key Nyata (med Key Nyata)
- 2014: Razah's Ladder 2 (TBA) (med Hell Razah)

Singlar
- 2006: The Ocean / No Image
- 2008: Rebel to the Grain / Slapbox with Jesus

Outgivet: Gifts in Jail, med låten Sol Invictus uppdelad kronologiskt i tre delar.